# Alec Martinez
Alec Martinez (* 26. Juli 1987 in Rochester Hills, Michigan) ist ein ehemaliger US-amerikanischer Eishockeyspieler. Der Verteidiger bestritt zwischen 2009 und 2025 über 800 Partien in der National Hockey League, wobei er für die Los Angeles Kings, Vegas Golden Knights und Chicago Blackhawks auflief. Er gewann dabei dreimal den Stanley Cup: 2012 und 2014 mit den Kings sowie 2023 mit den Golden Knights.

## Karriere
Alec Martinez begann seine Karriere als Eishockeyspieler bei den Cedar Rapids RoughRiders, für die er in der Saison 2004/05 in der United States Hockey League aktiv war. Anschließend spielte er drei Jahre lang für die Mannschaft der Miami University. In diesem Zeitraum wurde der Verteidiger im NHL Entry Draft 2007 in der vierten Runde als insgesamt 95. Spieler von den Los Angeles Kings ausgewählt. Die Saison 2008/09 verbrachte der Linksschütze ausschließlich bei Los Angeles Farmteam, den Manchester Monarchs aus der American Hockey League, ehe er am 3. Oktober 2009 im Heimspiel gegen die Phoenix Coyotes sein Debüt in der National Hockey League gab.
In der Saison 2010/11 erspielte sich Martinez einen dauerhaften Platz im NHL-Kader der Kings und absolvierte in der regulären Saison 60 Einsätze für die Mannschaft. In der folgenden Spielzeit gewann er mit Los Angeles in den Playoffs den Stanley Cup. Für die Dauer des Lockouts in der National Hockey League schloss sich Martinez im Oktober 2012 dem TPS Turku aus der finnischen SM-liiga an, kehrte aber nach elf Spielen wieder zurück nach Nordamerika und spielte für die restliche Dauer der Aussperrung in seinem Wohnort bei den Allen Americans aus der Central Hockey League.
Nach Beendigung des Lockouts spielte der Linksschütze wieder für Los Angeles und konnte sich als Stammspieler im NHL-Kader etablieren. In der Saison 2013/14 war Martinez maßgeblich für den zweiten Stanley-Cup-Sieg der Kings mitverantwortlich, als er zunächst in Spiel 7 in der Serie gegen die Chicago Blackhawks im Rahmen des Finales der Western Conference das entscheidende Tor in der Verlängerung schoss und damit für den Einzug seiner Mannschaft ins Stanley-Cup-Finale sorgte. Im Finale wiederum gelang ihm in der Verlängerung des entscheidenden Spiel 5 in der Serie gegen die New York Rangers der Siegtreffer zum 3:2-Endstand, wodurch die Kings zum zweiten Mal binnen drei Spielzeiten den Stanley Cup gewannen. In Anbetracht dieser Verdienste und seiner gefestigten Rolle als Leistungsträger im Team, wurde sein Vertrag im Dezember 2014 von den Kings um sechs Jahre verlängert.
Nach über elf Jahren wurde Martinez von den Kings im Rahmen einer größeren Umstrukturierung des Kaders an die Vegas Golden Knights abgegeben. Im Gegenzug erhielt Los Angeles jeweils ein Zweitrunden-Wahlrecht für die NHL Entry Drafts 2020 und 2021. Bei den Golden Knights unterzeichnete er im Juli 2021 einen neuen Dreijahresvertrag, der ihm ein durchschnittliches Jahresgehalt von 5,25 Millionen US-Dollar einbringen soll. In den Playoffs 2023 gewann er mit den Golden Knights seinen dritten Stanley Cup, den ersten der Franchise-Geschichte.
Nach vier Jahren in Las Vegas wechselte Martinez im Juli 2024 als Free Agent zu den Chicago Blackhawks. Dort verbrachte er mit der Spielzeit 2024/25 seine letzte NHL-Saison, bevor er im April 2025 das Ende seiner aktiven Karriere verkündete. Insgesamt hatte der US-Amerikaner 862 NHL-Partien absolviert und dabei 289 Scorerpunkte verzeichnet.

### International
Bei der Weltmeisterschaft 2018 nahm Martinez erstmals an einem internationalen Turnier teil und gewann dort mit der Nationalmannschaft der USA die Bronzemedaille.

## Erfolge und Auszeichnungen
| - 2005 Clark-Cup-Gewinn mit den Cedar Rapids RoughRiders - 2006 Mason-Cup-Gewinn mit der Miami University - 2008 CCHA First All-Star Team - 2008 NCAA West Second All-American Team | - 2012 Stanley-Cup-Gewinn mit den Los Angeles Kings - 2014 Stanley-Cup-Gewinn mit den Los Angeles Kings - 2023 Stanley-Cup-Gewinn mit den Vegas Golden Knights |

### International
- 2018 Bronzemedaille bei der Weltmeisterschaft

## Karrierestatistik

### International
Vertrat die USA bei:
- Weltmeisterschaft 2018
- Weltmeisterschaft 2019

(Legende zur Spielerstatistik: Sp oder GP = absolvierte Spiele; T oder G = erzielte Tore; V oder A = erzielte Assists; Pkt oder Pts = erzielte Scorerpunkte; SM oder PIM = erhaltene Strafminuten; +/− = Plus/Minus-Bilanz; PP = erzielte Überzahltore; SH = erzielte Unterzahltore; GW = erzielte Siegtore; 1 Play-downs/Relegation; Kursiv: Statistik nicht vollständig)